# Álvaro Robles
Álvaro Robles (29 april 1991) is een Spaanse professioneel tafeltennisser. Hij speelt linkshandig met de shakehandgreep.
In 2020 (Tokio) nam hij deel aan de Olympische spelen.
Robles speelt in de Bundesliga bij TTC Schwalbe Bergneustadt.

## Belangrijkste resultaten
- Goud op de gemengd dubbel op de Europese kampioenschappen 2024 met María Xiao.
- Zilver op de mannendubbel op de wereldkampioenschappen 2019 met Ovidiu Ionescu.